# Número de Eckert
O número de Eckert é um número adimensional usado nos cálculos de fluxo. Expressa a relação entre a energia cinética de um fluxo e a entalpia, sendo usado para caracterizar a dissipação. É assim designado em honra a Ernst Eckert.
{\displaystyle {\mathit {Ec}}={\frac {V^{2}}{c_{p}\Delta T}}={\frac {\mbox{Energia cinética}}{\mbox{Entalpia}}}}
onde
- {\displaystyle V} é a velocidade característica do fluido
- {\displaystyle c_{p}} é a capacidade calorífica do fluido, a pressão constante
- {\displaystyle \Delta T} é a diferença de temperaturas característica do fluido.